# Campionati del mondo di atletica leggera 2017 - Staffetta 4×100 metri maschile
Le gare della staffetta 4×100 metri maschile dei Campionati del mondo di atletica leggera 2017 si sono svolte il 12 agosto.

## Podio
| Pos.    | Nazionalità                                                                          | Prestazione |
| ------- | ------------------------------------------------------------------------------------ | ----------- |
| Oro     | Gran Bretagna Chijindu Ujah, Adam Gemili, Daniel Talbot, Nethaneel Mitchell-Blake    | 37"47       |
| Argento | Stati Uniti Mike Rodgers, Justin Gatlin, Jaylen Bacon, Christian Coleman, BeeJay Lee | 37"52       |
| Bronzo  | Giappone Shuhei Tada, Shōta Iizuka, Yoshihide Kiryū, Kenji Fujimitsu, Aska Cambridge | 38"04       |

## Situazione pre-gara

### Record
Prima di questa competizione, il record del mondo (RM) e il record dei campionati (RC) erano i seguenti.
| Record                | Prestazione | Atleta                                                         | Data                                  | Competizione   |
| --------------------- | ----------- | -------------------------------------------------------------- | ------------------------------------- | -------------- |
| Record mondiale       | 36"84       | Giamaica Nesta Carter, Michael Frater, Yohan Blake, Usain Bolt | 11 agosto 2012 Londra, Regno Unito    | Olimpiade 2012 |
| Record dei campionati | 37"04       | Giamaica Nesta Carter, Michael Frater, Yohan Blake, Usain Bolt | 4 settembre 2011 Taegu, Corea del Sud | Mondiale 2011  |

### Campioni in carica
I campioni in carica a livello mondiale e olimpico erano:
| Campione | Nazione                                                                                             | Prestazione | Data                                   | Competizione   |
| -------- | --------------------------------------------------------------------------------------------------- | ----------- | -------------------------------------- | -------------- |
| Olimpico | Giamaica Asafa Powell, Yohan Blake, Nickel Ashmeade, Usain Bolt, Jevaughn Minzie, Kemar Bailey-Cole | 37"27       | 16 agosto 2016 Rio de Janeiro, Brasile | Olimpiadi 2016 |
| Mondiale | Giamaica Nesta Carter, Asafa Powell, Nickel Ashmeade, Usain Bolt, Rasheed Dwyer                     | 37"36       | 30 agosto 2015 Pechino, Cina           | Mondiali 2015  |

### La stagione
Prima di questa gara, gli atleti con le migliori tre prestazioni dell'anno erano:
| Pos. | Nazione       | Prestazione | Data                                    |
| ---- | ------------- | ----------- | --------------------------------------- |
| 1    | Gran Bretagna | 38"08       | 24 giugno 2017 Lilla, Francia           |
| 2    | Canada        | 38"15       | 1º aprile 2017 Gainesville, Stati Uniti |
| 3    | Cina          | 38"19       | 21 luglio 2017 Principato di Monaco     |

## Risultati

### Qualificazioni
Le qualifiche si sono tenute il 10 agosto dalle ore 10:55.

Qualificazione: le prime tre nazioni per ogni batteria (Q) e i successivi due migliori tempi (q) avanzano alla finale.
| Pos | Batteria | Nazionalità       | Atleti                                                                   | Tempo  | Note                                     |
| --- | -------- | ----------------- | ------------------------------------------------------------------------ | ------ | ---------------------------------------- |
| 1   | 1        | Stati Uniti       | Mike Rodgers, Justin Gatlin, BeeJay Lee, Christian Coleman               | 37"70  | Q                                        |
| 2   | 1        | Gran Bretagna     | Chijindu Ujah, Adam Gemili, Daniel Talbot, Nethaneel Mitchell-Blake      | 37"76  | Q                                        |
| 3   | 2        | Giamaica          | Tyquendo Tracey, Julian Forte, Michael Campbell, Usain Bolt              | 37"95  | Q                                        |
| 4   | 2        | Francia           | Stuart Dutamby, Jimmy Vicaut, Mickaël-Méba Zézé, Christophe Lemaitre     | 38"03  | Q                                        |
| 5   | 2        | Cina              | Zhiqiang Wu, Zhenye Xie, Bingtian Su, Peimeng Zhang                      | 38"20  | Q                                        |
| 6   | 1        | Giappone          | Shuhei Tada, Shōta Iizuka, Yoshihide Kiryū, Aska Cambridge               | 38"21  | Q                                        |
| 7   | 1        | Turchia           | Yigitcan Hekimoglu, Jak Ali Harvey, Emre Zafer Barnes, Ramil Guliyev     | 38"44  | q                                        |
| 8   | 2        | Canada            | Gavin Smellie, Aaron Brown, Brendon Rodney, Mobolade Ajomale             | 38"48  | q                                        |
| 9   | 1        | Trinidad e Tobago | Keston Bledman, Kyle Greaux, Moriba Morain, Emmanuel Callender           | 38"61  | Miglior prestazione personale stagionale |
| 10  | 2        | Germania          | Julian Reus, Robert Hering, Roy Schmidt, Robin Erewa                     | 38"652 |                                          |
| 11  | 1        | Paesi Bassi       | Giovanni Codrington, Hensley Paulina, Liemarvin Bonevacia, Taymir Burnet | 38"655 | Miglior prestazione personale stagionale |
| 12  | 1        | Australia         | Trae Williams, Tom Gamble, Nicholas Andrews, Rohan Browning              | 38"88  | Miglior prestazione personale stagionale |
| 13  | 2        | Cuba              | Harlyn Pérez, Roberto Skyers, Yaniel Carrero, José Luis Gaspar           | 39"01  | Miglior prestazione personale stagionale |
| 14  | 1        | Barbados          | Levi Cadogan, Ramon Gittens, Shane Brathwaite, Mario Burke               | 39"19  |                                          |
| -   | 2        | Bahamas           | Warren Frasier, Shavez Hart, Sean Stuart, Teray Smith                    | dq     |                                          |

### Finale
La finale si è tenuta il 12 agosto alle 21:50.
| Pos | Nazionalità   | Atleti                                                               | Tempo | Note                                                     |
| --- | ------------- | -------------------------------------------------------------------- | ----- | -------------------------------------------------------- |
|     | Gran Bretagna | Chijindu Ujah, Adam Gemili, Daniel Talbot, Nethaneel Mitchell-Blake  | 37"47 | Record europeo · Miglior prestazione mondiale stagionale |
|     | Stati Uniti   | Mike Rodgers, Justin Gatlin, Jaylen Bacon, Christian Coleman         | 37"52 | Miglior prestazione personale stagionale                 |
|     | Giappone      | Shuhei Tada, Shōta Iizuka, Yoshihide Kiryū, Kenji Fujimitsu          | 38"04 | Miglior prestazione personale stagionale                 |
| 4   | Cina          | Zhiqiang Wu, Zhenye Xie, Bingtian Su, Peimeng Zhang                  | 38"34 |                                                          |
| 5   | Francia       | Stuart Dutamby, Jimmy Vicaut, Mickaël-Méba Zézé, Christophe Lemaitre | 38"48 |                                                          |
| 6   | Canada        | Gavin Smellie, Aaron Brown, Brendon Rodney, Mobolade Ajomale         | 38"59 |                                                          |
| 7   | Turchia       | Yigitcan Hekimoglu, Jak Ali Harvey, Emre Zafer Barnes, Ramil Guliyev | 38"73 |                                                          |
| -   | Giamaica      | Omar McLeod, Julian Forte, Yohan Blake, Usain Bolt                   | dnf   |                                                          |